# Мирзаев, Тохтасин
Тохтасин Мирзоев (1913—1943?) — советский пехотинец, стрелок 30-го гвардейского воздушно-десантного полка (10-я гвардейская воздушно-десантная дивизия, 37-я армия, Степной фронт), гвардии красноармеец, Герой Советского Союза.

## Биография
Родился в 1913 году в кишлаке Мархамат, ныне город Андижанского вилоята Республики Узбекистан, в семье крестьянина. Образование начальное. Работал в колхозе, на машинно-тракторной станции.
В 1942 году был призван в Красную армию Мархаматским райвоенкоматом. На фронте в Великую Отечественную войну с 1943 года. Особенно отличился при форсировании Днепра и удержании плацдарма на правом берегу.
3 октября 1943 года в бою за высоту 160,7 юго-западнее села Мишурин Рог (Верхнеднепровский район Днепропетровской области) гвардии красноармеец Мирзаев увлёк бойцов в атаку, первым ворвался на высоту, броском гранаты заставил замолчать пулемёт противника. Высота была взята, бойцы отбили более 10 атак гитлеровцев, но удержали позиции. В одном из следующих боев Миразев пропал без вести.
Указом Президиума Верховного Совета СССР от 20 декабря 1943 года за мужество и отвагу, проявленные при форсировании Днепра и расширении плацдарма на правом берегу, гвардии красноармейцу Мирзаеву Тохтасину присвоено звание Героя Советского Союза.

## Награды
- Медаль «Золотая Звезда» Героя Советского Союза.
- Орден Ленина.

## Память
Именем Героя названы школа № 3 и школа-интернат в Андижанском вилояте, в городе Мархамат ему воздвигнут памятник, на здании «Сельхозтехники» установлена мемориальная доска.